# Копыловское сельское поселение (Томский район)
Копыло́вское се́льское поселе́ние — муниципальное образование (сельское поселение) в Томском районе Томской области, Россия.
Административный центр — посёлок Копылово.

## География
Расстояние населённых пунктов поселения до Томска составляет от 16 до 24 км.

## История
В 1920 году на территории современного Копыловского совета возник Конинский сельский совет, центром которого была деревня Конинино. В 1963 году центр поселения был перенесён в пос. Копылово, а сам сельсовет стал называться, соответственно, Копыловским. 22 октября 1971 года был зарегистрирован новый населённый пункт — посёлок Рассвет, построенный на пустовавшем до того времени месте. В 1993 году Копыловский сельсовет был преобразован в Копыловскую сельскую администрацию, а та, в свою очередь, в 1997 году — в администрацию Копыловского сельского округа. Само Копыловское сельское поселение в современном виде было образовано 12 ноября 2004 года Законом Томской области.

## Население
| 2002  | 2008  | 2009  | 2010  | 2011  | 2012  | 2013  | 2014  | 2015  |
| ----- | ----- | ----- | ----- | ----- | ----- | ----- | ----- | ----- |
| 4481  | ↘4200 | ↗4219 | ↗4417 | ↗4429 | ↗4462 | ↗4498 | ↗4557 | ↘4533 |
| 2016  | 2017  | 2018  | 2019  | 2020  | 2021  |       |       |       |
| ↗4537 | ↗4544 | ↗4549 | ↘4545 | ↗4580 | ↘4573 |       |       |       |

## Состав сельского поселения
| № | Населённый пункт | Тип населённого пункта          | Население |
| - | ---------------- | ------------------------------- | --------- |
| 1 | 104 км           | железнодорожный разъезд         | ↗7        |
| 2 | Конинино         | деревня                         | ↘139      |
| 3 | Копылово         | посёлок, административный центр | ↗2503     |
| 4 | Кусково          | деревня                         | ↗51       |
| 5 | Постниково       | деревня                         | ↗7        |
| 6 | Рассвет          | посёлок                         | ↗1866     |

## Местное самоуправление
Глава поселения — Кречетов Виктор Фёдорович. Председатель Совета — Хайкис Людмила Афанасьевна.